# بلامبو (ووهمار)
بلامبو (به لاتین: Belambo) یک منطقهٔ مسکونی در ماداگاسکار است که در ووهمار واقع شده‌است. بلامبو ۶٬۰۰۰ نفر جمعیت دارد و ۳۵۶ متر بالاتر از سطح دریا واقع شده‌است.